# حاسی غله
حاسی غله (به عربی: حاسی الغلة) یک شهرداری در الجزایر است که در استان عین تموشنت واقع شده‌است. حاسی غله ۵۹٫۱۲ کیلومتر مربع مساحت و ۱۲٬۱۱۸ نفر جمعیت دارد.